# 张双铁路
张双铁路是河北省承德市的一条地方铁路。西起京通铁路张百湾站，东至承隆铁路双峰寺站。线路全长50.6公里。为地方Ⅱ级铁路。
项目业主承德张双铁路有限公司。由承钢集团、中国铁路建设投资公司、河北省建设投资公司、承德市建设投资公司共同投资5.39亿元。其中新建正线长度39.3公里。

## 历史
一期工程张百湾至滦河站段22公里，于2005年9月28日建成通车。与既有线承滦铁路接轨。一期工程承担了承钢、滦电等企业大部分的货运任务，2007年货运量即达到了526.87万吨。
二期工程西起滦河站，利用承滦铁路既有线至下店子，向东北方向穿广仁岭，经狮子园村，狮子园隧道（全长293m，最大埋深40m），避绕外八庙，继续向东北经五道沟、四道沟，穿三道河隧道到达终点承隆线的双峰寺站。线路全长25.49公里。其中利用既有承滦线8.9公里，改建既有线0.7公里，新建正线单线长度15.3公里，利用既有承隆线0.56公里。沿线建有隧道6座、3613延长米，大小桥梁10座、涵洞45座，征用土地783亩。工程总投资2.5亿元，年设计输送能力850万吨。于2006年4月份全面开工建设,2008年12月28日建成通车。二期建设，使得横穿承德市区51年之久的承钢铁路专用线市区段于2007年7月8日18时开始停运拆除，缓解了市区交通紧张状况，改善了城市环境。